# Tridentea
Tridentea là một chi thực vật thuộc họ Asclepiadaceae.
Bao gồm các loài:
- Tridentea pachyrrhiza, (Dinter) L.C.Leach